# Exposeeum

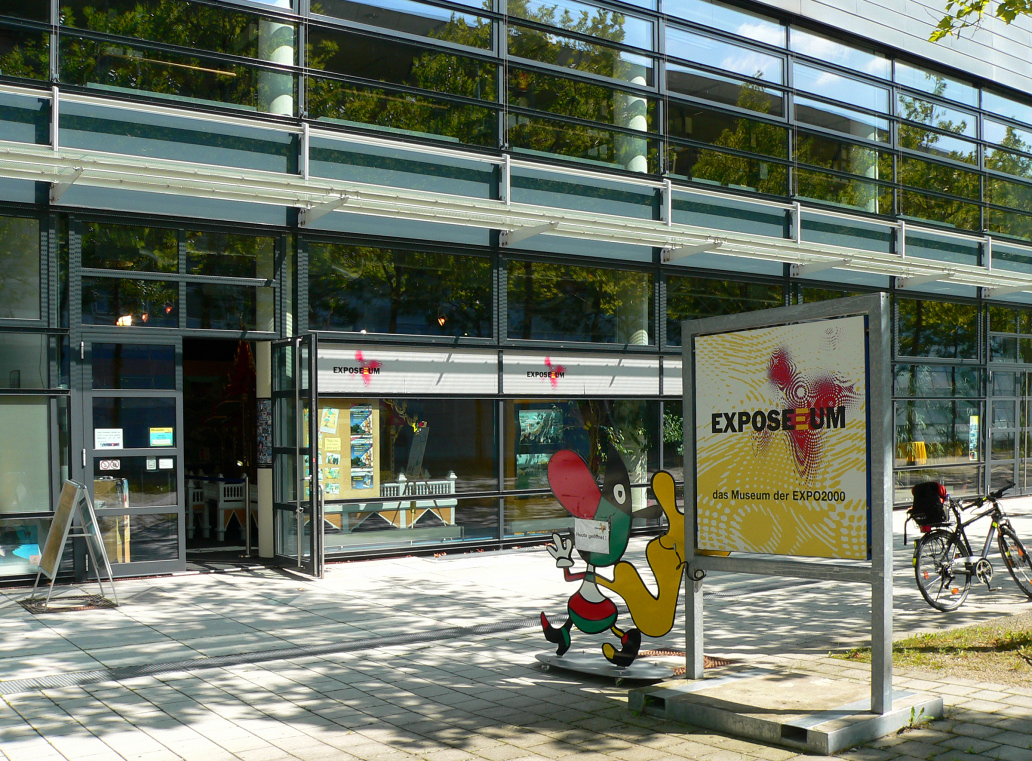
Museum Exposeeum auf dem früheren Ausstellungsgelände der EXPO 2000

Das Exposeeum (Eigenschreibweise: EXPOSEEUM) ist ein Museum in Hannover, das Bilder und Exponate der 153 Tage dauernden Weltausstellung EXPO 2000 zeigt. Es wurde 2019 vorübergehend geschlossen und 2025 wieder eröffnet.

## Geschichte
Im Jahre 2001 gründeten ehemalige Expo-Beschäftigte das Museum Exposeeum, das seinen Sitz auf dem früheren Ausstellungsgelände hat. Ziel des Museums ist die Erinnerung an die erste und bisher einzige Weltausstellung in Deutschland. Auf 500 m² Ausstellungsfläche werden Fotos, Filme, Modelle des Geländes sowie einzelne Gastgeschenke der 153 teilnehmenden Nationen präsentiert. Der Fundus umfasst dabei etwa 1000 Gastgeschenke und rund 3000 Filme, die die Expo-Gesellschaft dem Museum als Leihgabe überlassen hat. Neben der Ausstellung bietet das Museum auch Führungen über das Gelände der ehemaligen Weltausstellung an.
Dem Trägerverein des Museums gehören nach eigenen Angaben etwa 220 Mitglieder an. Der Verein wird nicht öffentlich gefördert und geriet mehrfach in finanzielle Schwierigkeiten.
Am Museum wird kritisiert, dass die Bedenken vor und nach der Ausstellung sowie die städtebaulichen Auswirkungen nicht reflektiert werden.
Ende 2019 wurde das Museum geschlossen, da es seine Räumlichkeiten wegen des Gebäudeverkaufs verlassen musste. Die Stadt Hannover ermöglichte dem Museum, einen Bereich des früheren Deutschen Pavillons im Expo Park Hannover temporär als Lager zu nutzen. Im Expo-Jubiläumsjahr 2020 besaß das Museum keine Ausstellungsräume.
Kurz vor dem 25-jährigen Jubiläum der Expo wurde das Museum 2025 in neuen Räumlichkeiten an der EXPO-Plaza wieder eröffnet.